# Eblai nyelv
Az eblai nyelv az ókori Ebla városállam területén és befolyási övezetében, az i. e. 3-2. évezredben beszélt ékírásos, az akkád után a második legrégebbi fennmaradt sémi nyelv.

## Felfedezés, megfejtés
A nyelv felfedezése viszonylag újnak tekinthető, mivel Tell Mardíhban csak 1964-től folytak ásatások, Paolo Matthiae vezetésével. 
A nyelv egy a 70-es évek elején feltárt palota romjai közt talált, körülbelül 20 ezer tábláról, illetve töredékről ismert, megfejtése 1973 és 76 között történt, Giovanni Pettinato és Mitchell Dahood által.
A táblák nagyobb része a környéken és korban szokásos sumér logogrammokkal és fonetikai jelekkel készült, kisebb részük azonban egy letisztult, tisztán fonetikus sumer ékírással készült, addig még nem ismert, eblainak nevezett sémi nyelvet tartalmazott.
A szövegek túlnyomó többsége adminisztratív szöveg, egybefüggő vallási vagy irodalmi szövegek – melyek a nyelv pontosabb behatárolását segítenék – ritkák. A megfejtést a helyszínen talált kétnyelvű sumér-eblai szótárlisták segítették.

## Besorolás
Az eblai az akkáddal együtt a sémi nyelvek keleti ágát alkotja, félúton az akkád és nyugati sémi nyelvek (amorita, ugariti, arám és a kánaáni nyelvek: föníciai, héber, ...) között. Pettinato és Dahood véleménye szerint a nyelv inkább nyugati sémi, míg Gelb és mások egy az akkádhoz közel álló keleti sémi dialektusnak tekintik inkább. A pontos megítélést az ékírásos lejegyzés nehezíti, mely egyértelműen a keleti sémi jegyeket erősíti.
Cyrus H. Gordon szerint az eblai nyelv nem elsősorban beszélt nyelv volt, hanem egyfajta írásbeli közvetítő nyelv.